# Helmut Knolle
Helmut Knolle (* 27. August 1939 in Offenbach am Main) ist ein deutscher Mathematiker, Biomathematiker und Sachbuchautor.

## Leben und Wirken
Helmut Knolle studierte an der Universität Frankfurt am Main Mathematik, Philosophie und Musik und legte 1962 das Diplom in Mathematik ab. Nach akademischen Versuchen widmete er sich ab 1967 zunächst der Musik. Schließlich wurde er wissenschaftlicher Assistent an der Ruhr-Universität Bochum und dort Vorsitzender der Hochschulgruppe der Gewerkschaft Erziehung und Wissenschaft.
1977 wurde er an der Gesamthochschule Paderborn bei Klaus Deimling zum Dr. rer. nat. promoviert. Von 1978 bis 1979 arbeitete er am Departamento de Matemáticas der Universidad Nacional de Colombia, am Departamento de Matemáticas y Física der Universidad de La Salle in Bogotá, Kolumbien, und an der an Escuela Superior de Música des Kulturinstituts von Boyacá in Tunja. Von 1980 bis 1985 war er in der Abteilung für Epidemiologie und Sozialmedizin der Medizinischen Hochschule Hannover tätig.
1985 habilitierte er sich in Hannover im Fach Biomathematik. Danach arbeitete er in Kolumbien an der Universidad del Quindío in Armenia. Nach seiner Rückkehr wurde er in der Schweiz Mitarbeiter für mathematische Modelle in der Medizin am Bundesamt für Gesundheit in Bern und als freier Mitarbeiter Privatdozent am Institut für Sozial- und Präventivmedizin der Universität Bern.
Seit seinem Eintritt in den Ruhestand beschäftigt er sich unter anderem mit Problemen der Wirtschaftswissenschaften, der Geschichte der Gesellschaft, der Demografie, des Klimawandels sowie gesellschaftlichen Vorgängen in Lateinamerika, veröffentlicht Artikel zu diesen Untersuchungen in wissenschaftlichen und publizistischen Organen und arbeitete weiterhin an verschiedenen Hochschulen in Kolumbien. Er gehört zur Fachgruppe „Politische Ökonomie“ von Denknetz und zur wachstumskritischen Gruppe „Décroissance Bern“.
Helmut Knolle wohnt in Wohlen bei Bern.

## Schriften
- Periodische Lösungen der 3. Randwertaufgabe einer quasilinearen parabolischen Differentialgleichung. Dissertation. Gesamthochschule Paderborn 1977, DNB 770814263.
- Cell kinetic modelling and the chemotherapy of cancer. Habilitationsschrift. Universität Hannover 1985, DNB 860312062. Springer, Berlin u. a. 1988, ISBN 3-540-50153-3 (= Lecture Notes in Biomathematics. 75).
- mit Jorge Enrique Garcia: Modelos matematicos en las ciencias biologicas. Universidad del Quindío, Kolumbien 1988, OCLC 778153494.
- 500 Jahre Verirrung. Voraussetzungen und Folgen der Entdeckung Amerikas. Walter, Olten/Freiburg im Breisgau 1992, ISBN 3-530-46246-2.
- Und erlöse uns von dem Wachstum. Eine historische und ökonomische Kritik der Wachstumsideologie. Pahl-Rugenstein, Bonn 2010, ISBN 978-3-89144-431-3.
- Die Wachstumsgesellschaft. Aufstieg, Niedergang und Veränderung. Papyrossa, Köln 2016, ISBN 978-3-89438-620-7.
- Patriarchat und Bevölkerungsgeschichte. Papyrossa, Köln 2018, ISBN 978-3-89438-683-2.
- mit Jean-François Emmenegger, Daniel Chable, Hassan Ahmed Nour Eldin: Sraffa and Leontief revisited. Mathematical methods and models of a circular economy. De Gruyter, Berlin 2020, ISBN 978-3-11-063042-8 (Abstract, PDF; 1,4 MB, mit Bild).

Ausgewählte Artikel
- Periodic solutions of ordinary differential equations and the rotation of associated vector fields. In: Annali di Matematica Pura ed Applicata. 101, 1, 1974, S. 237–245, DOI:10.1007/BF02417107.
- mit Arnold Egli, Urs Candrian: Die Perspektive der globalen Ausrottung der Poliomyelitis. In: Das Gesundheitswesen. 66, 1, 2004, ISSN 0941-3790, S. 1–6, DOI:10.1055/s-2004-812828.
- Martingalas en la Teoría de Epidemias. In: Revista Colombiana de Estadística. 27, 1, 2004, S. 67–75 (Abstract).
- A discrete branching process model for the spread of HIV via steady sexual partnerships. In: Journal of Mathematical Biology. 48, 4, 2004, S. 423–443, DOI:10.1007/s00285-003-0241-7.
- Statistical Studies of Age – Specific HIV – Prevalence Data. In: Revista Colombiana de Estadística. 29, 2, 2006, S. 181–194 (PDF; 154 kB).
- Der Klimawandel und die ökonomischen Theorien. In: Z. Zeitschrift Marxistische Erneuerung. 102, 2015, S. 91–103.
- Papagenos Wunsch und die Mathematik. In: Elemente der Mathematik. Band 72, 2017, S. 122–125, DOI:10.4171/EM/334 (frei zugängliche englische Übersetzung).